# Egbert van Panderen

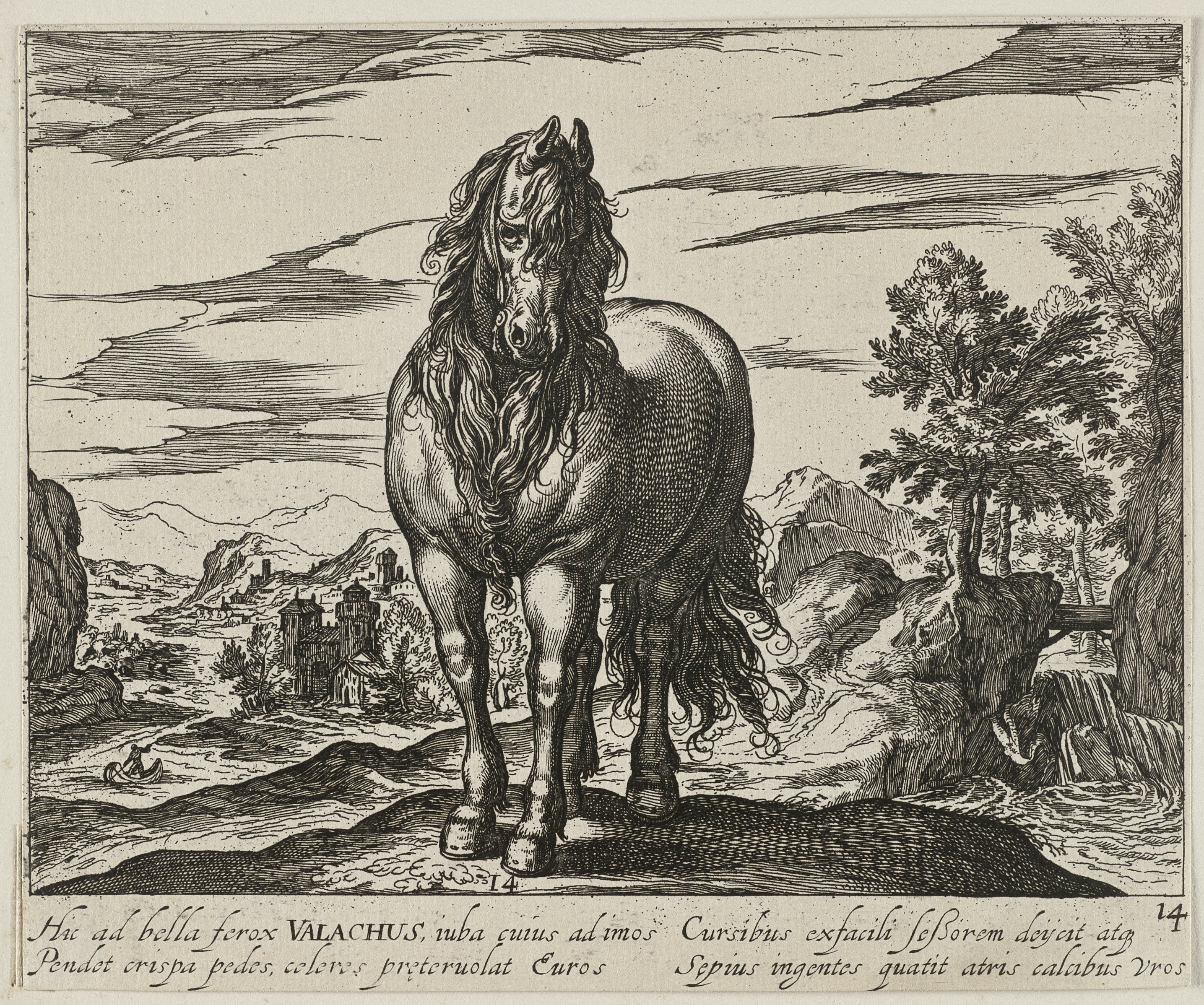
Landschap met paard uit Roemenië (gravure en ets door Egbert van Panderen naar ontwerptekeningen van Antonio Tempesta

Egbert van Panderen, ook Paendere (Haarlem (?), 1580 of 1581 - 1637) was een Nederlands graveur.
Van Panderen werkte in de periode 1606-1616 in Antwerpen en in 1617 in Amsterdam. In 1606 werd hij lid van het Antwerpse Sint-Lucasgilde. Van Panderens naam wordt vooral geassocieerd met reproductiegrafiek. Zo heeft hij ook gravures naar Rubens verwezenlijkt. Zijn graveerstijl kan herkend worden aan het gebruik van harde lijnen met een hoge contrastwaarde.
- Biblioteca Nacional de España: XX1457189
- Bibliothèque nationale de France: cb14966613z (data)
- Biografisch Portaal: 73964660
- Stuttgart Database of Scientific Illustrators 1450–1950: 7496
- Library of Congress Control Number: nr2003037899
- Nationale Bibliotheek van Tsjechië: xx0230124
- RKD-Nederlands Instituut voor Kunstgeschiedenis: 92275
- Union List of Artist Names: 500047447
- Virtual International Authority File: 173275994